# هارولد در ایتالیا

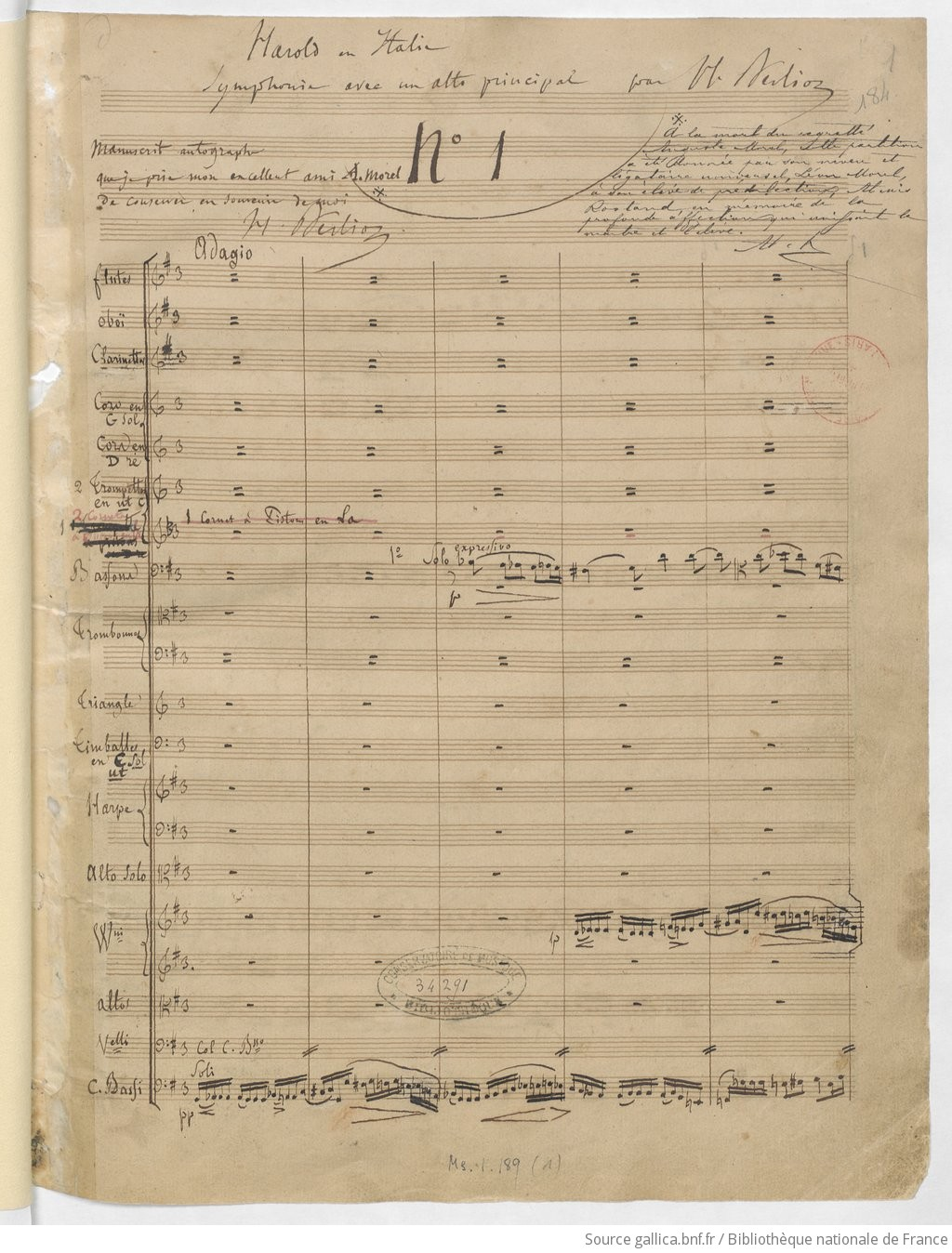
صفحه اول نسخه خطی پارتیتور هارولد در ایتالیا اثر برلیوز

هارولد در ایتالیا (به فرانسوی:Harold en Italie) نام دومین سمفونی هکتور برلیوز آهنگساز فرانسوی است. این سمفونی در چهار موومان در سال ۱۸۳۴ میلادی و ظاهراً به تقاضای نیکولو پاگانینی ویلون‌نواز استثنایی نوشته‌شد. نخستین اجرای این قطعه در ۲۳ نوامبر بود. این اثر با الهام از یکی از اشعار ("Childe-Harold") لرد بایرن شاعر بزرگ انگلیسی نوشته‌شده است. گویند پاگانینی پس از اتمام این اثر وجهی کلان به برلیوز پرداخت هرچند که خودش هرگز آن را اجرا نکرد.
در این سمفونی شخصیت هارولد در قالب ساز ویولا نشان داده شده است. «استفاده از تک‌نوازی ساز برای نشان‌دادن یک شخصیتِ به‌خصوص از ابداعات برلیوز است. هرچند که ممکن است این نوآوری ملهم از بعضی اپراهای وبر (مانند پیمان‌کار رایگان* یا Euryanthe) باشد که در آنها از تک‌ساز برای همراهی با آواز قهرمان داستان استفاده شده است.»∗ بعدها ریمسکی کرساکوف در شهرزاد و ریچارد اشتراوس در دن کیشوت و Ein Heldenleben از این نوآوری سود جستند.
در این قطعه همانند سمفونی فانتاستیک تم اصلی (ملودی آغازین ویولا) در تمام طول اثر بازتولید می‌شود.
برلیوز در خاطراتش می‌نویسد: «علی‌رغم پیچیدگی هارمونیکِ اثر، من این سمفونی را به همان سرعتِ اکثر سایر کارهایم تصنیف کردم ولی زمان زیادی را صرف تمیزکاری‌های پایانی کردم.»∗
چهار موومان سمفونی از قرار زیر است:
1. هارولد در کوهستان (Harold aux montagnes)
2. مارش زائران (Marche des pélerins)
3. اظهار عشق (سرناد) (Sérénade)
4. عیاشی تبهکاران (Orgie de brigands)